# Церква Успіння Пресвятої Богородиці (Квіткове)
Церква Успіння Пресвятої Богородиці в Квітковому — парафія і храм греко-католицької та православної громад у селі Квіткове Тернопільського району Тернопільської области.
Оголошена пам'яткою архітектури місцевого значення.

## Історія церкви
Парафія зареєстрована в структурі УГКЦ 8 липня 1991 року. Храм, архітектор якого невідомий, був збудований у 1905 році на пожертви жителів села.
З 1905 по 1946 рік парафія належала до УГКЦ, а з 1946 по 1961 рік — до РПЦ.
У 1961 році храм був закритий державною владою, але у 1975 році православним парафіянам дозволили відновити богослужіння.
У 1991 році парафія знову перейшла до УГКЦ.
У травні 2015 року парафія УАПЦ Успіння Пресвятої Богородиці перейшла до складу УПЦ Київського Патріархату.
Остання єпископська візитація храму відбулася у 1920 році.
На парафії діє спільнота «Матері в молитві».
На території парафії встановлено хрест-пам'ятку на честь скасування панщини та хрест воїнам УПА.
У селі також проживає близько 30 вірних УАПЦ, з якими у 1989 році була досягнута домовленість про почергові богослужіння у храмі.

## Парохи
- о. В. Романишин,
- о. Широкий,
- о. Штибель,
- о. Миц,
- о. Тарас Махніцький,
- о. Роман Маслій,
- о. Ярослав Чайковський (з серпня 1997).